# Marten Pechlin
Marten Pechlin (* 1480
in Burg auf Fehmarn; † 3. November 1526 vor der Küste von
Hiltungen/Norwegen) war ein deutscher Pirat.

## Leben
Marten Pechlin war ein Freibeuter im Dienste des abgesetzten Königs Christian II. von Dänemark, Norwegen und Schweden. Marten fuhr zunächst als Getreide-Schiffer 20 Jahre im Auftrag der lübschen Hanse. Im Februar 1521 ging eine Schiffsladung nach Memel unter ihm als Kapitän verloren, er wurde vom Lübecker Rat verurteilt, am 19. August 1521 aus der Stadt gewiesen und daraufhin einer der gefürchtetsten Seeräuber der Nord- und Ostsee im ersten Viertel des 16. Jahrhunderts mit einem Kaperbrief des Dänenkönigs Christian. Unter anderem wurde ihm nachgesagt, an einem einzigen Tag zwölf Kauffahrer versenkt und 105 Seeleute über die Planke geschickt zu haben. Am 3. November 1526 fiel er unter nicht genau rekonstruierbaren Umständen vor der norwegischen Südküste in einem Gefecht mit drei lübischen Bergenfahrern.